# Synagelides oleksiaki
Synagelides oleksiaki är en spindelart som beskrevs av Andrzej Bohdanowicz 1987. Synagelides oleksiaki ingår i släktet Synagelides och familjen hoppspindlar. Inga underarter finns listade i Catalogue of Life.